# Sergej Makarov (giavellottista)
Sergej Aleksandrovič Makarov (in russo Сергей Александрович Макаров?; Podol'sk, 19 marzo 1973) è un ex giavellottista russo.
Campione mondiale di specialità nel 2003, vanta anche due bronzi olimpici.

## Biografia
Nato in una famiglia di sportivi, il padre di Makarov, Aleksandr Makarov, ha vinto la medaglia d'argento nel lancio del giavellotto alle Olimpiadi del 1980.
Nel 2002 a Sheffield realizzò il suo record personale di 92,61 m. A causa della fortissima concorrenza da parte di Jan Železný, Steve Backley e altri importanti giavellottisti, Makarov non riuscì a vincere alcuna competizione a livello mondiale fino al 2003, quando divenne campione del mondo all'età di 30 anni.
Ai Mondiali di Osaka 2007 è stato eliminato nel turno di qualificazione. Il suo miglior lancio è stato di 78,22 m. All'inizio del 2008 si laureò campione nazionale di giavellotto per l'ottava volta ma ai Giochi olimpici di Pechino il suo lancio di 72,47 m non fu sufficiente per qualificarsi in finale e si dovette quindi fermare al turno di qualificazione.
È sposato con Oksana Ovchinnikova, ex detentrice del record russo nel giavellotto femminile.

## Record nazionali

### Seniores
- Lancio del giavellotto: 92,61 m ( Sheffield, 30 giugno 2002)

## Palmarès
| Anno | Manifestazione  | Sede       | Evento                 | Risultato | Misura  | Note |
| ---- | --------------- | ---------- | ---------------------- | --------- | ------- | ---- |
| 1996 | Olimpiadi       | Atlanta    | Lancio del giavellotto | 6º        | 85,30 m |      |
| 1997 | Mondiali        | Atene      | Lancio del giavellotto | 5º        | 86,32 m |      |
| 1998 | Europei         | Budapest   | Lancio del giavellotto | 4º        | 86,45 m |      |
| 1999 | Mondiali        | Siviglia   | Lancio del giavellotto | 9º        | 83,20 m |      |
| 2000 | Olimpiadi       | Sydney     | Lancio del giavellotto | Bronzo    | 88,67 m |      |
| 2001 | Mondiali        | Edmonton   | Lancio del giavellotto | 7º        | 83,64 m |      |
| 2002 | Europei         | Monaco     | Lancio del giavellotto | Argento   | 88,05 m |      |
| 2003 | Mondiali        | Parigi     | Lancio del giavellotto | Oro       | 85,44 m |      |
| 2004 | Giochi olimpici | Atene      | Lancio del giavellotto | Bronzo    | 84,84 m |      |
| 2005 | Mondiali        | Helsinki   | Lancio del giavellotto | Bronzo    | 83,54 m |      |
| 2007 | Mondiali        | Osaka      | Lancio del giavellotto | 18º (q)   | 78,22 m |      |
| 2008 | Giochi olimpici | Pechino    | Lancio del giavellotto | 26º       | 72,47 m |      |
| 2009 | Mondiali        | Berlino    | Lancio del giavellotto | 13º (q)   | 78,68 m |      |
| 2010 | Europei         | Barcellona | Lancio del giavellotto | 7º        | 80,86 m |      |
| 2011 | Mondiali        | Taegu      | Lancio del giavellotto | 12º       | 78,76 m |      |

## Campionati nazionali
- 8 volte campione nazionale nel lancio del giavellotto (1996, 1997, 2000, 2001, 2003, 2005, 2006, 2007)